# راي هولت
راي هولت (بالإنجليزية: Ray Holt)‏ (29 أكتوبر 1939 في المملكة المتحدة - ) هو لاعب كرة قدم بريطاني في مركز الدفاع. لعب مع أولدهام أثلتيك وسكونثورب يونايتد وهدرسفيلد تاون ونادي هاليفاكس تاون.